# ديليو توليدو
ديليو توليدو (بالإسبانية: Delio Toledo) (مواليد 2 أكتوبر 1976) هو لاعب كرة قدم. يلعب مع منتخب باراغواي لكرة القدم. سبق له أن لعب في كأس العالم لكرة القدم مع منتخب بلاده.

## روابط خارجية
- ديليو توليدو على موقع الاتحاد الدولي (مؤرشف)  (الإنجليزية)
- ديليو توليدو على موقع اتحاد تركيا (لاعب) (الإنجليزية)
- ديليو توليدو على موقع قاعدة بيانات كرة القدم.إي يو (الإنجليزية)
- ديليو توليدو على موقع ناشيونال فوتبول تيمز (الإنجليزية)
- ديليو توليدو على موقع Soccerway.com (الإنجليزية)